# Hải Xuân, Hải Hậu
Hải Xuân là một xã thuộc huyện Hải Hậu, tỉnh Nam Định, Việt Nam.

## Địa lý
Xã Hải Xuân có diện tích 15,12 km², dân số năm 2022 là 23.263 người, mật độ dân số đạt 1.538 người/km².

## Lịch sử
Ngày 23 tháng 7 năm 2024, Ủy ban Thường vụ Quốc hội ban hành Nghị quyết số 1104/NQ-UBTVQH15 về việc sắp xếp đơn vị hành chính cấp huyện, cấp xã trên địa bàn tỉnh Nam Định (nghị quyết có hiệu lực từ ngày 1 tháng 9 năm 2024). Theo đó, sáp nhập toàn bộ diện tích tự nhiên là 2,91 km², quy mô dân số là 6.039 người của xã Hải Triều và toàn bộ diện tích tự nhiên là 6,77 km², quy mô dân số là 7.538 người của xã Hải Cường vào xã Hải Xuân.
Sau khi sáp nhập, xã Hải Xuân có diện tích tự nhiên là 15,12 km² và quy mô dân số là 23.263 người.